# Angel Glacier
Angel Glacier är en glaciär i Kanada.   Den ligger i provinsen Alberta, i den centrala delen av landet, 3 100 km väster om huvudstaden Ottawa. Angel Glacier ligger 2 268 meter över havet.
Terrängen runt Angel Glacier är huvudsakligen bergig, men åt sydväst är den kuperad.Trakten runt Angel Glacier är nära nog obefolkad, med mindre än två invånare per kvadratkilometer.. Det finns inga samhällen i närheten. 
Trakten runt Angel Glacier består i huvudsak av gräsmarker.